# Bryan Ward-Perkins
Bryan Ward-Perkins est un historien britannique.
Spécialiste de l'antiquité tardive en Europe, il est surtout connu pour ses travaux sur la l'effondrement de l'Empire romain d'Occident, s'opposant à l'historiographie récente, largement majoritaire, qui y voit habituellement un lent processus transitionnel, quand lui y discerne un déclin marqué par différents facteurs (économique et civilisationnel, notamment).

## Biographie
Fils de John Bryan Ward-Perkins, lui-même archéologue et historien de l'architecture romaine, Bryan Ward-Perkins est né et a grandi à Rome où son père était directeur de la British School. Il est Fellow en histoire médiévale au Trinity College de l'Université d'Oxford.

## Travaux
Il est connu en particulier pour son ouvrage paru en 2005, The Fall of Rome and the End of Civilization. Ce livre est une étude du déclin de l'Empire romain d'Occident, notion qu'il entend réhabiliter : pour lui, ce déclin bien réel est dû à un cercle vicieux d'instabilité politique, d'invasion étrangère et de réduction des revenus fiscaux.
L'un des mécanismes de ce déclin fut l'économie de l'Empire romain elle-même, qui était devenue excessivement complexe et spécialisée : la plupart des régions dépendaient les unes des autres. Cette complexité, bien que très performante, avait aussi rendu l'empire vulnérable. La perte d'une région entraînait donc un appauvrissement général.
Ward-Perkins précise cependant bien que ce déclin a d'abord touché seulement la partie occidentale de l'empire. La partie orientale a au contraire connu un développement significatif pratiquement jusqu'à la conquête arabe.
Prenant le contre-pied d'un courant historiographique dominant depuis les années 1980, illustré par des chercheurs comme Peter Brown, qui voit le passage de l'Empire romain d'Occident au Moyen Âge comme une transition relativement douce, Ward-Perkins défend au contraire l'idée selon laquelle cette transition a été une rupture violente et a entraîné un profond déclin civilisationnel. Il rejoint ainsi, sur des bases nouvelles et en s'appuyant notamment sur les données archéologiques, la vision traditionnelle de la « chute de Rome ».
Il emprunte nombre de ses exemples à l'Angleterre (par exemple la fin de l'utilisation à grande échelle des tuiles importées, remplacée par le bois ou la paille) et soutient que, dans cette région, la civilisation matérielle a fait un bond de plusieurs siècles en arrière, de sorte qu'il a fallu ensuite près de mille ans (de 500 apr. J.-C. à 1500) pour que les techniques de construction, la circulation monétaire et l'usage de l'écrit retrouvent leur niveau de la fin de l'époque romaine. Cette approche reste minoritaire dans l'historiographie contemporaine.

### en anglais
- From Classical Antiquity to the Middle Ages: urban public building in Northern and Central Italy AD 300-850 . Oxford: Clarendon Press , 1984,  (ISBN 0-19-821898-2)
- The Cities', dans The Cambridge Ancient History, Vol. XIII: 337-425, 1998
- Why Did The Anglo-Saxons not Become More British? (English Historical Review, June 2000)
- The Cambridge Ancient History, Vol. XIV: 425-600 (édité avec Averil Cameron et Michael Whitby). Cambridge University Press, 2001
- The Fall of Rome and the End of Civilization. Oxford: Oxford University Press, 2005,  (ISBN 0-19-280564-9)

### traduction en français
- La chute de Rome : Fin d'une civilisation [« The Fall of Rome and the End of Civilization »]  (trad. de l'anglais), Paris, Alma Editeur, 2014, 361 p. (ISBN 978-2-36279-100-0)